# Kari Arkivuo
Kari Arkivuo est un footballeur finlandais, né le 23 juin 1983 à Lahti en Finlande. Il évolue comme milieu offensif droit.

## Palmarès
- Coupe de Suède : 2016